# Kort frenulum

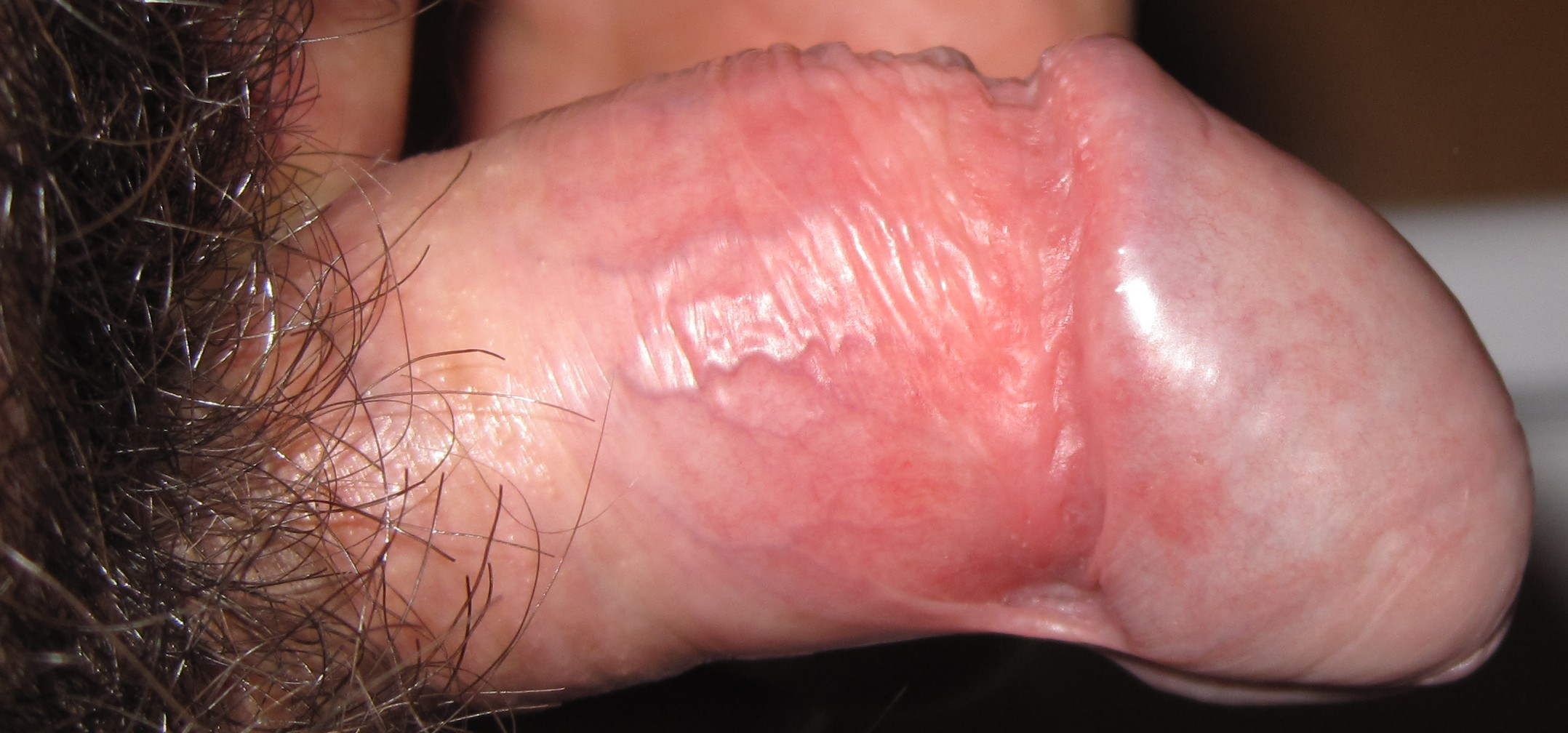
Frenulum, hudsträngen på penis undersida, är för kort så ollonet böjs nedåt vid erektion.

Kort frenulum, latin frenulum breve, innebär att frenulum på penis är för kort vilket leder till smärta/obehag vid erektion. En kort frenulum kan också brista vid samlag eller onani vilket kan leda till en kraftig blödning. Kort frenulum kan åtgärdas av en urolog genom ett enkelt kirurgiskt ingrepp, utfört under lokalbedövning.